# Фер, Моби
Моби Фер (англ. Моби Фер; 13 декабря 1994, Нью-Йорк) — американский футболист, защитник клуба «Монтерей-Бей».

## Карьера
Фер — сын швейцарца и японки. Родился в Нью-Йорке. В 2000 году переехал с семьёй в Токио.
Занимался в академии клуба «Токио Верди». В 2012 году перешёл в молодёжную команду швейцарского клуба «Базель».
В конце 2012 года Фер подписал контракт с MLS, и через так называемую «преимущественную лотерею», предназначенную для трудоустройства молодых игроков, подписанных лигой после драфта, стал игроком клуба «Портленд Тимберс». Сыграл шесть матчей в лиге резерва, но за основной состав не провёл ни одного матча. 28 июня 2013 года «Портленд Тимберс» отчислил Фера.
В 2014—2015 годах выступал за японский клуб «Сагамихара». В Джей-3-лиге провёл 59 матчей, забил 3 мяча.
В ноябре 2016 года присоединился к клубу чемпионата Вьетнама «Хоангань Зялай», подписав контракт на один год. В Ви-лиге провёл 24 матча, забил 2 гола.
В 2019 году подписал контракт с клубом Чемпионшипа ЮСЛ «Лас-Вегас Лайтс». Во втором по уровню дивизионе США дебютировал 16 марта 2019 года в матче против «Остин Боулд». 12 февраля 2020 года подписал с клубом новый контракт на сезон 2020.
14 февраля 2022 года подписал контракт с новообразованным клубом Чемпионшипа ЮСЛ «Монтерей-Бей». 12 марта сыграл в матче стартового тура сезона 2022 против «Финикс Райзинг», ставшем для «Монтерей-Бей» дебютом в лиге. 21 мая в матче против «Луисвилл Сити» забил свой первый гол за «Монтерей-Бей».
В 2011 году в составе сборной США до 17 лет участвовал в юношеских чемпионатах КОНКАКАФ и мира.